# Claudio Panatta
Claudio Panatta, né le 2 février 1960 à Rome, est un joueur de tennis professionnel italien.
Il est le frère cadet d'Adriano Panatta, vainqueur à Roland-Garros en 1976.
Vainqueur d'un tournoi ATP en simple et de six en double, il a détenu trois titres de champion d'Italie consécutifs entre 1980 et 1982 et a fait partie de l'équipe d'Italie de Coupe Davis à huit reprises entre 1983 et 1987. Sur le circuit secondaire Challenger, il a remporté un titre à Clermont-Ferrand en 1986 et un autre à Messine en 1988.
En 1983, il bat José Luis Clerc, 9e mondial, au premier tour du tournoi de Wimbledon. En 1984 et 1986, il atteint le 3e tour à Roland-Garros, battant notamment Thierry Tulasne lors de la dernière année.

## Palmarès

### Titre en simple messieurs
| No | Date       | Nom et lieu du tournoi          | Catégorie | Dotation | Surface      | Finaliste     | Score         |  |
| -- | ---------- | ------------------------------- | --------- | -------- | ------------ | ------------- | ------------- |  |
| 1  | 15-04-1985 | Tournoi de tennis de Bari, Bari |           | 80 000 $ | Terre (ext.) | Lawson Duncan | 6-2, 1-6, 7-6 |  |

### Finales en simple messieurs
| No | Date       | Nom et lieu du tournoi                  | Catégorie | Dotation | Surface      | Vainqueur             | Score         |  |
| -- | ---------- | --------------------------------------- | --------- | -------- | ------------ | --------------------- | ------------- |  |
| 1  | 22-02-1982 | Egyptian Open, Le Caire                 |           | 75 000 $ | Terre (ext.) | Brad Drewett          | 6-3, 6-3      |  |
| 2  | 10-06-1985 | Tournoi de tennis de Bologne, Bologne   |           | 80 000 $ | Terre (ext.) | Thierry Tulasne       | 6-2, 6-0      |  |
| 3  | 16-05-1988 | Tournoi de tennis de Florence, Florence |           | 93 400 $ | Terre (ext.) | Massimiliano Narducci | 3-6, 6-1, 6-4 |  |

### Titres en double messieurs
| No | Date       | Nom et lieu du tournoi              | Catégorie | Dotation  | Surface      | Partenaire         | Finalistes                           | Score         |  |
| -- | ---------- | ----------------------------------- | --------- | --------- | ------------ | ------------------ | ------------------------------------ | ------------- |  |
| 1  | 08-04-1985 | Nice International Open Nice        |           | 80 000 $  | Terre (ext.) | Pavel Složil       | Loïc Courteau Guy Forget             | 3-6, 6-3, 8-6 |  |
| 2  | 15-04-1985 | Tournoi de tennis de Bari Bari      |           | 80 000 $  | Terre (ext.) | Alejandro Ganzábal | Marcel Freeman Laurie Warder         | 6-4, 6-2      |  |
| 3  | 28-09-1987 | Tournoi de tennis de Sicile Palerme |           | 100 000 $ | Terre (ext.) | Leonardo Lavalle   | Petr Korda Tomáš Šmíd                | 3-6, 6-4, 6-4 |  |
| 4  | 25-07-1988 | Grand Prix Passing Shot Bordeaux    |           | 215 000 $ | Terre (ext.) | Joakim Nyström     | Christian Miniussi Diego Nargiso     | 6-1, 6-4      |  |
| 5  | 19-09-1988 | Tournoi de tennis de Bari Bari      |           | 93 400 $  | Terre (ext.) | Thomas Muster      | Francesco Cancellotti Simone Colombo | 6-3, 6-1      |  |
| 6  | 10-04-1989 | Athens International Athènes        |           | 93 400 $  | Terre (ext.) | Tomáš Šmíd         | Gustavo Giussani Gerardo Mirad       | 6-3, 6-2      |  |

### Finales en double messieurs
| No | Date       | Nom et lieu du tournoi               | Catégorie | Dotation  | Surface      | Vainqueurs                    | Partenaire        | Score         |  |
| -- | ---------- | ------------------------------------ | --------- | --------- | ------------ | ----------------------------- | ----------------- | ------------- |  |
| 1  | 05-08-1985 | Head Cup Kitzbühel                   |           | 150 000 $ | Terre (ext.) | Sergio Casal Emilio Sánchez   | Paolo Canè        | 6-3, 3-6, 6-2 |  |
| 2  | 09-06-1986 | Tournoi de tennis de Bologne Bologne |           | 85 000 $  | Terre (ext.) | Paolo Canè Simone Colombo     | Blaine Willenborg | 6-1, 6-2      |  |
| 3  | 16-06-1986 | Athens International Athènes         |           | 100 000 $ | Terre (ext.) | Libor Pimek Blaine Willenborg | Carlos Di Laura   | 5-7, 6-4, 6-2 |  |
| 4  | 22-09-1986 | Trofeo Conde de Godó Barcelone       |           | 220 000 $ | Terre (ext.) | Jan Gunnarsson Joakim Nyström | Carlos Di Laura   | 6-3, 6-4      |  |
| 5  | 08-06-1987 | Tournoi de tennis de Bologne Bologne |           | 89 400 $  | Terre (ext.) | Sergio Casal Emilio Sánchez   | Blaine Willenborg | 6-3, 6-2      |  |
| 6  | 01-08-1988 | Head Cup Kitzbühel                   |           | 240 000 $ | Terre (ext.) | Sergio Casal Emilio Sánchez   | Joakim Nyström    | 6-4, 7-5      |  |